# Elecciones legislativas de Argentina de 1936
Las elecciones legislativas de Argentina de 1936 tuvieron lugar el domingo 1 de marzo del mencionado año con el objetivo de renovar 79 bancas de las 158 que componían la Cámara de Diputados, cámara baja del Congreso de la Nación Argentina, que ejercerían sus funciones por el período 1936-1940 y 4 bancas por el período 1936-1938. Debido a denuncias de irregularidades, se realizaron comicios complementarios el domingo 15 de marzo. En simultáneo con la renovación legislativa nacional, tres provincias (Catamarca, Jujuy y Salta) eligieron gobernador y legisladores provinciales. Después de la dimisión del diputado Pedro Buitrago para asumir como gobernador de Jujuy, se convocó a elecciones parciales el 19 de abril para reemplazar su banca, a pesar de que Jujuy no renovaba diputados ese año. Estos comicios tuvieron lugar en el marco de la llamada Década Infame (1930-1943), período histórico iniciado con el golpe de Estado de 1930 que derrocó al gobierno constitucional de Hipólito Yrigoyen, perteneciente a la Unión Cívica Radical (UCR), y lo reemplazó por una dictadura militar, que organizó elecciones controladas por un extenso y sistemático fraude electoral. Por tal motivo, las elecciones realizadas durante este período no se consideraban libres y justas, provocando la prolongada abstención del radicalismo.
La renovación de 1936 fue la segunda y última que tuvo lugar durante la presidencia de Agustín Pedro Justo (1932-1938), de la coalición conservadora conocida como Concordancia. El período previo a la campaña electoral estuvo signado por crecientes pujas internas dentro del movimiento radical, encabezado por el expresidente Marcelo Torcuato de Alvear, para poner fin a la abstención decretada en 1931 y concurrir a los comicios después de negociar con el presidente Justo. Finalmente, luego de numerosos experimentos electorales exitosos a nivel provincial y de recibir garantías de parte del gobierno de que las elecciones serían justas, la UCR levantó la abstención a finales de 1935 y presentó listas legislativas en casi todo el país.
Pese al clima de amplia expectativa, la campaña electoral en varios distritos electorales se caracterizó por una creciente violencia política, en particular en las tres provincias que celebraban comicios para gobernador (que la UCR en última instancia boicoteó) y en la crucial provincia de Buenos Aires, depositaria de más de un tercio del electorado. Existieron denuncias importantes de fraude también en las provincias de Corrientes, Mendoza y Santiago del Estero. En ese contexto, el resultado de las elecciones fue mixto: la Unión Cívica Radical obtuvo una aplastante victoria en la Capital Federal y en las provincias de Córdoba y Entre Ríos (las cuales gobernaba), así como en la provincia de Santa Fe por escaso margen, aunque se encontrarse esta intervenida por el gobierno. A pesar de los seis años fuera de la actividad electoral, la UCR fue por mucho el partido más votado en todo el país y confirmó su persistencia como la fuerza mayoritaria de la nación. La Concordancia se benefició del fraude en varios distritos, pero el resultado provocó que perdiera la mayoría absoluta de la que había gozado hasta entonces en la Cámara de Diputados. Tras la jura de los diputados electos, la agenda legislativa oficialista comenzó a depender cada vez más de su negociación con el Pacto Autonomista - Liberal de Corrientes y el radicalismo unificado de Santa Fe y Santiago del Estero.
En el plano de las terceras fuerzas, el retorno del radicalismo puso fin a la racha de crecimientos que habían experimentado el Partido Socialista (que perdió casi la mitad de su bancada en la cámara y fue relegado al segundo puesto en su bastión de la Capital Federal) y el Partido Demócrata Progresista (que había perdido el gobierno de Santa Fe tras la intervención y ahora se ubicaba en el tercer puesto detrás del radicalismo unificado y el radicalismo nacional). Los comicios fueron extremadamente polarizados: fuera de la minoría en Capital Federal, que correspondió al socialismo, solo la UCR y las formaciones conservadoras y radicales ligadas a la Concordancia obtuvieron bancas.

## Contexto
Después del golpe de Estado del 6 de septiembre de 1930, que derrocó a Hipólito Yrigoyen e instauró una dictadura militar encabezada por José Félix Uriburu, el partido hasta entonces gobernante, la Unión Cívica Radical (UCR), entró en un período de crisis interna, pasando a ser encabezado por el predecesor de Yrigoyen, Marcelo Torcuato de Alvear. Después de que Uriburu organizara elecciones presidenciales y legislativas carentes de garantías para garantizar la victoria del candidato conservador Agustín Pedro Justo, y que se prohibiera la candidatura de Alvear mediante un tecnicismo legal, la UCR declaró la abstención en los comicios. El poder fue entonces coptado por una coalición de carácter derechista denominada Concordancia, la cual estaba compuesta por el Partido Demócrata Nacional (PDN), la Unión Cívica Radical Antipersonalista (UCR-A), el Partido Socialista Independiente (PSI) y otras formaciones provinciales, tales como el Pacto Autonomista - Liberal de Corrientes, la Defensa Provincial - Bandera Blanca de Tucumán, y el radicalismo unificado de Santa Fe y Santiago del Estero.
Dentro del espacio opositor, el Partido Socialista (PS) y el Partido Demócrata Progresista (PDP) habían concurrido juntos en las elecciones de 1931 como Alianza Civil, y rápidamente llenaron el espacio electoral ocupado por la UCR. Esto hizo que se desatara un profundo debate dentro del principal partido de la oposición con respecto a la conveniencia de mantener la abstención una vez asumido el gobierno fraudulento. Las elecciones legislativas de 1934, que se vieron viciadas por los mismos problemas que las anteriores, vieron a varias figuras del radicalismo desertar de la conducción alvearista y concurrir de todas formas con listas legislativas separadas. El Comité Provincia de la UCR de Tucumán presentó candidatos, obteniendo un rotundo triunfo. Al año siguiente, el antipersonalismo oficialista de Entre Ríos (disidente con respecto a la presidencia de Justo) se reunificó con el radicalismo nacional. En 1934, finalmente, la dirigencia radical permitió la postulación de candidatos en varios distritos, obteniendo triunfos sorpresivos en Tucumán, donde resultó elegido Miguel Mario Campero a pesar de la división de la UCR entre el sector del «Comité Nacional» y los «concurrencistas»; y Córdoba, con la elección de Amadeo Sabattini como gobernador en 1935. La conducción de Alvear comenzó las negociaciones con Justo, que resultaron en el levantamiento total de la abstención.

## Reglas electorales

### Sistema electoral
Los comicios se realizaron bajo el texto constitucional sancionado en 1853. Dicha carta magna establecía que la Cámara de Diputados de la Nación Argentina debía estar compuesta por representantes de cada uno de los distritos argentinos considerados "provincias", y la ciudad de Buenos Aires, en calidad de Capital Federal de la República. Por tal motivo, los territorios nacionales no gozaban de representación parlamentaria. Del mismo modo, los diputados se elegirían por mitades de manera escalonada cada dos años, con mandatos de cuatro años para cada diputado.
En ese momento existían catorce provincias, lo que junto a la Capital Federal daba un total de quince distritos electorales. El sistema electoral empleado era el de mayoría y minoría o lista incompleta, bajo el cual los dos partidos más votados obtenían toda la representación. También el sistema adoptó el Panachage el cual dio a los electores la posibilidad de tachar o adicionar candidatos en las listas. En algunas provincias, con tan solo dos diputados de representación, el escrutinio era en la práctica mayoritario, con las dos bancas correspondiendo al partido más votado. Estos distritos, así como los que contaban con solo tres escaños (dos por mayoría y uno por minoría) no renovaban de manera escalonada.

### Renovación legislativa
| Provincia           | Bancas totales | Bancas a elegir | Bancas a elegir | Bancas a elegir |
| Provincia           | Bancas totales | Totales         | Mayoría         | Minoría         |
| ------------------- | -------------- | --------------- | --------------- | --------------- |
| Buenos Aires        | 42             | 23              | 16              | 7               |
| Capital Federal     | 32             | 16              | 11              | 5               |
| Catamarca           | 2              | —               | —               | —               |
| Córdoba             | 15             | 10              | 7               | 3               |
| Corrientes          | 7              | 4               | 3               | 1               |
| Entre Ríos          | 9              | 6               | 4               | 2               |
| Jujuy               | 2              | 1               | 1               | —               |
| La Rioja            | 2              | —               | —               | —               |
| Mendoza             | 6              | 3               | 2               | 1               |
| Salta               | 3              | —               | —               | —               |
| San Juan            | 3              | —               | —               | —               |
| San Luis            | 3              | 3               | 2               | 1               |
| Santa Fe            | 19             | 10              | 7               | 3               |
| Santiago del Estero | 6              | 3               | 2               | 1               |
| Tucumán             | 7              | 4               | 3               | 1               |
| Total               | 158            | 83              | 58              | 25              |

## Resultados
| Partido/Alianza                    | Partido/Alianza                                | Partido/Alianza                                | Votos     | %     | Bancas      | Bancas      | Bancas      | Bancas      |
| Partido/Alianza                    | Partido/Alianza                                | Partido/Alianza                                | Votos     | %     | Obtenidas   | +/-         | Totales     | +/-         |
| ---------------------------------- | ---------------------------------------------- | ---------------------------------------------- | --------- | ----- | ----------- | ----------- | ----------- | ----------- |
|                                    | Unión Cívica Radical (UCR)                     | Unión Cívica Radical (UCR)                     | 719.633   | 44,10 | 39/83       | 35          | 42/158      | 34          |
|                                    |                                                | Partido Demócrata Nacional (PDN)               | 368.615   | 22,59 | 25/83       | 5           | 58/158      | 5           |
|                                    | Unión Cívica Radical de Santa Fe (UCR-SF)      | 81.928                                         | 5,02      | 3/83  | Sin cambios | 6/158       | Sin cambios |             |
|                                    | Concordancia                                   | 70.148                                         | 4,30      | 4/83  | 1           | 1/158       | 2           |             |
|                                    | Unión Cívica Radical Unificada (UCR-U)         | 43.615                                         | 2,67      | 2/83  | Sin cambios | 4/158       | Sin cambios |             |
|                                    | Partido Liberal de Corrientes (PLCo)           | 17.035                                         | 1,04      | 1/83  | Sin cambios | 2/158       | 2           |             |
|                                    | Partido Socialista Independiente (PSI)         | 12.043                                         | 0,74      | —     | 2           | 2/158       | 4           |             |
|                                    | Partido Popular de Jujuy                       | 11.171                                         | 0,68      | 1/83  | 1           | 2/158       | Sin cambios |             |
|                                    | Unión Cívica Radical Provincia de Buenos Aires | 7.142                                          | 0,44      | —     | 2           | 4/158       | 1           |             |
| Total Concordancia                 | Total Concordancia                             | Total Concordancia                             | 611.697   | 37,49 | 36/83       | 11          | 79/158      | 11          |
|                                    | Partido Socialista (PS)                        | Partido Socialista (PS)                        | 150.507   | 9,22  | 5/83        | 16          | 25/158      | 18          |
|                                    | Partido Demócrata Progresista (PDP)            | Partido Demócrata Progresista (PDP)            | 80.470    | 4,93  | —           | 6           | 6/158       | 8           |
|                                    | Unión Cívica Radical Concurrencista            | Unión Cívica Radical Concurrencista            | 32.903    | 2,02  | 3/83        | 1           | 5/158       | 3           |
|                                    | Partido Radical                                | Partido Radical                                | 10.987    | 0,67  | —           | Sin cambios | —           | Sin cambios |
|                                    | Unión Cívica Radical Federalista (UCR-F)       | Unión Cívica Radical Federalista (UCR-F)       | 6.827     | 0,42  | —           | 1           | 1/158       | Sin cambios |
|                                    | Partido Salud Pública (PSP)                    | Partido Salud Pública (PSP)                    | 5.484     | 0,34  | —           | Sin cambios | —           | Sin cambios |
|                                    | Unión Cívica Radical de San Luis               | Unión Cívica Radical de San Luis               | 4.042     | 0,25  | —           | Sin cambios | —           | Sin cambios |
|                                    | Partido Popular                                | Partido Popular                                | 2.771     | 0,17  | —           | Sin cambios | —           | Sin cambios |
|                                    | Partido Demócrata Nacional (Centro Renovación) | Partido Demócrata Nacional (Centro Renovación) | 2.703     | 0,17  | —           | Sin cambios | —           | Sin cambios |
|                                    | Partido Nacional Laborista                     | Partido Nacional Laborista                     | 1.680     | 0,10  | —           | Sin cambios | —           | Sin cambios |
|                                    | Partido Laborista                              | Partido Laborista                              | 1.659     | 0,10  | —           | Sin cambios | —           | Sin cambios |
|                                    | Partido Integralista Argentino                 | Partido Integralista Argentino                 | 267       | 0,02  | —           | Sin cambios | —           | Sin cambios |
|                                    | Otros                                          | Otros                                          | 186       | 0,01  | —           | Sin cambios | —           | Sin cambios |
|                                    |                                                |                                                |           |       |             |             |             |             |
| Votos positivos                    | Votos positivos                                | Votos positivos                                | 1.631.816 | 94,84 |             |             |             |             |
| Votos en blanco y anulados         | Votos en blanco y anulados                     | Votos en blanco y anulados                     | 47.650    | 2,77  |             |             |             |             |
| Diferencia de votos                | Diferencia de votos                            | Diferencia de votos                            | 41.118    | 2,39  |             |             |             |             |
| Total de votos                     | Total de votos                                 | Total de votos                                 | 1.720.584 | 100   |             |             |             |             |
| Votantes registrados/participación | Votantes registrados/participación             | Votantes registrados/participación             | 2.431.129 | 70,77 |             |             |             |             |

## Resultado por distrito
|  | 50,76 % |

|  | 41,80 % |

|  | 5,81 % |

|  | 1,57 % |

|  | 0,06 % |

|  | 0,01 % |

|  | 97,78 % |

|  | 1,88 % |

|  | 0,22 % |

|  | 0,00 % |

|  | 0,11 % |

|  | 100 % |

|  | 62,59 % |

|  | 57,41 % |

|  | 31,65 % |

|  | 3,70 % |

|  | 3,37 % |

|  | 1,68 % |

|  | 0,83 % |

|  | 0,76 % |

|  | 0,52 % |

|  | 0,08 % |

|  | 90,33 % |

|  | 9,67 % |

|  | 100 % |

|  | 80,27 % |

|  | 64,35 % |

|  | 32,22 % |

|  | 3,44 % |

|  | 96,84 % |

|  | 3,16 % |

|  | 100 % |

|  | 60,20 % |

|  | 54,15 % |

|  | 23,23 % |

|  | 22,61 % |

|  | 0,01 % |

|  | 97,99 % |

|  | 1,98 % |

|  | 0,03 % |

|  | 100 % |

|  | 69,13 % |

|  | 56,34 % |

|  | 37,90 % |

|  | 4,26 % |

|  | 1,50 % |

|  | 90,10 % |

|  | 9,89 % |

|  | 0,02 % |

|  | 100 % |

|  | 75,76 % |

|  | 100 % |

|  | 77,54 % |

|  | 6,36 % |

|  | 1,94 % |

|  | 14,15 % |

|  | 100 % |

|  | 68,51 % |

|  | 48,20 % |

|  | 30,83 % |

|  | 11,63 % |

|  | 9,31 % |

|  | 0,03 % |

|  | 92,96 % |

|  | 6,60 % |

|  | 0,44 % |

|  | 100 % |

|  | 74,36 % |

|  | 54,61 % |

|  | 29,28 % |

|  | 16,11 % |

|  | 100 % |

|  | 67,22 % |

|  | 35,90 % |

|  | 32,31 % |

|  | 31,74 % |

|  | 0,05 % |

|  | 96,24 % |

|  | 3,76 % |

|  | 100 % |

|  | 83,26 % |

|  | 72,93 % |

|  | 22,78 % |

|  | 4,28 % |

|  | 95,96 % |

|  | 4,04 % |

|  | 100 % |

|  | 61,70 % |

|  | 35,53 % |

|  | 32,87 % |

|  | 28,89 % |

|  | 2,71 % |

|  | 95,48 % |

|  | 4,52 % |

|  | 100 % |

|  | 79,28 % |

1. ↑  Electo para completar el mandato de Rodolfo Moreno (1934-1938). Enrique Loncán renunció el 25 de abril de 1938 y no fue reemplazado.
2. ↑  Renunció el 19 de enero de 1939, no fue reemplazado.
3. ↑  Electo para completar el mandato de Aurelio Amoedo (1934-1938).
4. ↑  Electo para completar el mandato de Miguel Ángel Cárcano (1934-1938).
5. ↑  Falleció el 5 de abril de 1938, no fue reemplazado.
6. ↑  Renunció el 17 de mayo de 1939, no fue reemplazado.
7. 1 2 3 4 5  Renunció antes de asumir.
8. ↑  Electo para completar el mandato de Pedro Buitrago (1934-1938).
9. ↑  Renunció el 19 de enero de 1938, lo reemplaza Agustín Izurieta Fourquet (PDN) en 1938.
10. ↑  Renunció el 21 de enero de 1938, lo reemplaza Raúl Godoy (PDN) en 1938.
11. ↑  Falleció el 8 de octubre de 1939, no fue reemplazado.

## Elección parcial
Elecciones especiales en la provincia de Santiago del Estero para completar el mandato de Raúl García Gorostiaga (1934-1938). Se realizan el 21 de febrero de 1937.
|  | 100 % |

|  | 83,27 % |

|  | 16,73 % |

|  | 100 % |

|  | 43,99 % |